# Zákon o nezávislosti Indie

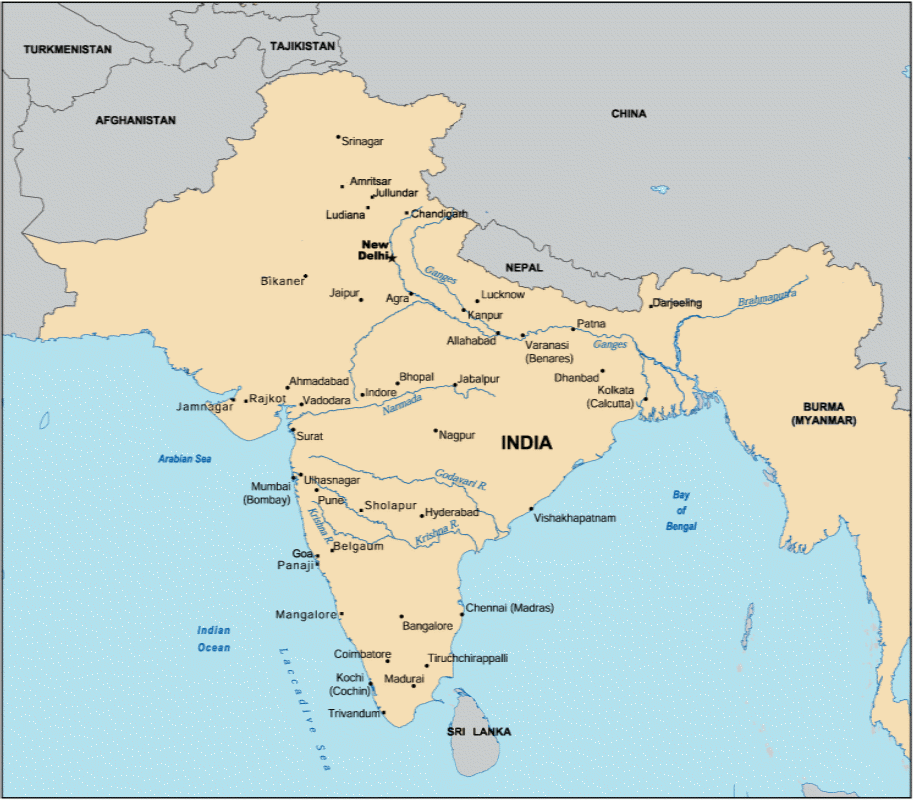
Britská Indie a Barma

Zákon o nezávislosti Indie (anglicky Indian Independence Act 1947) byl zákon přijatý Parlamentem Spojeného království, který oficiálně schválil nezávislost Indie a její rozdělení.

## Předchozí události

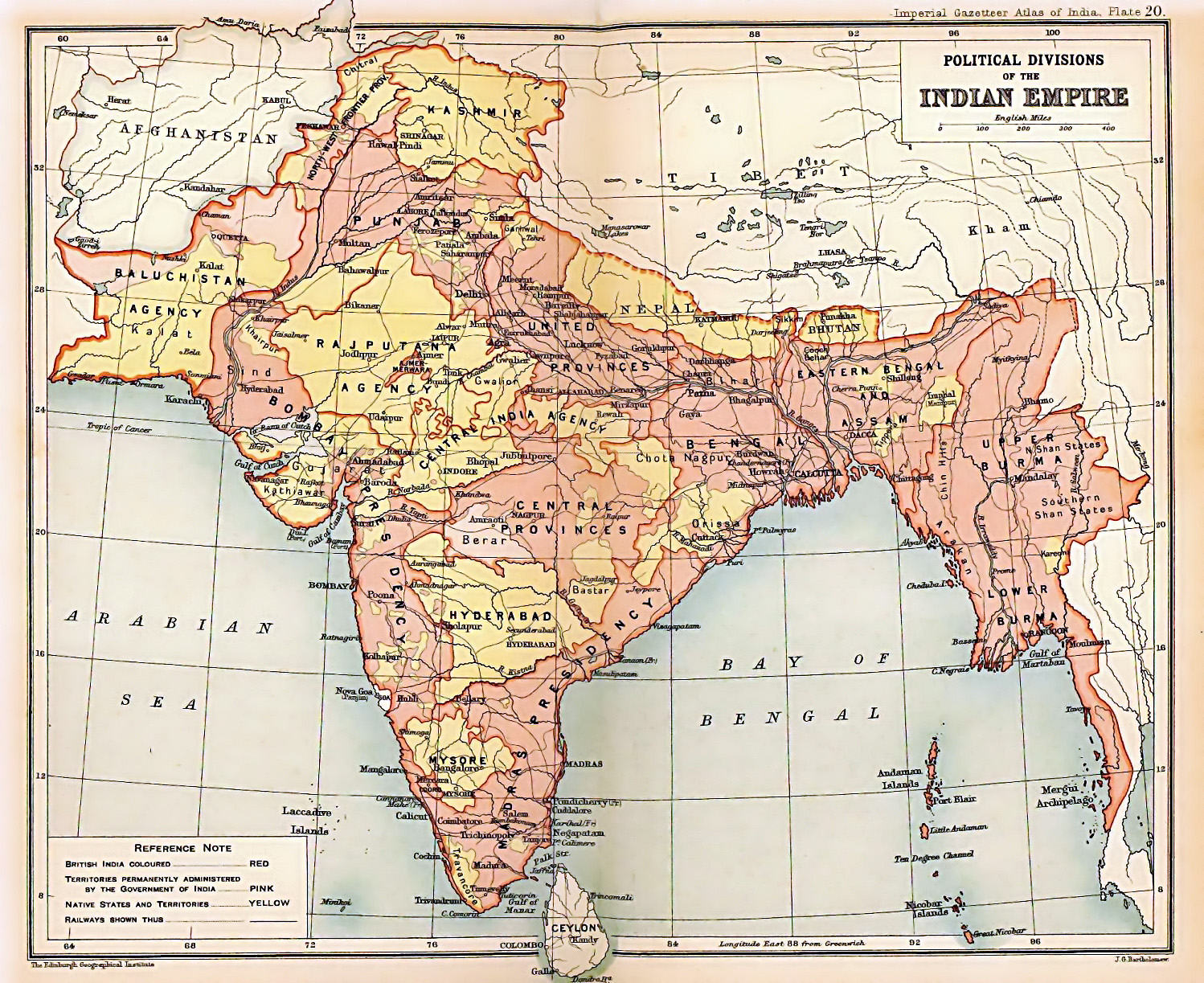
Mapa Britské Indie, z roku 1909

20. února 1947 prohlásil britský premiér Clement Attlee v parlamentní řeči, že britská vláda v Indii skončí nejpozději v červnu 1948. 24. března 1947 se stal indickým místokrálem lord Mountbatten. Ten po svém příjezdu do Indie usoudil, že vzhledem k nebezpečnosti situace není možné čekat víc, než rok. Mountbatten se rozhodl pro rozdělení kolonie a vznik separátního muslimského státu.
2. června 1947 se v místokrálově paláci uskutečnilo rozhodující jednání, bezprostředně po němž bylo rozdělení Indie schváleno jak Muslimskou ligou, tak Indickým národním kongresem. Výsledek tohoto jednání, tzv. Mountbattenův plán, vešel ve známost následující den.
O několik týdnů později, 18. července 1947, byl přijat Zákon o nezávislosti Indie.

## Hlavní body zákona
1. Britská vláda nad Indií skončí o půlnoci na 15. srpna 1947.
2. Vzniknou nezávislá dominia Indie a Pákistán a bude provedena demarkace jejich vzájemných hranic.
3. Britská „nejvyšší moc“ (paramountcy) ve vztahu k indickým knížecím státům zanikne a nebude nikomu předána, aniž by však Velká Británie přiznala těmto knížecím státům subjektivitu mezinárodního práva.
4. Obě dominia budou plně nezávislá, jejich hlavou však zůstane Britský panovník, zastoupený Generálním guvernérem Indie, respektive Generálním guvernérem Pákistánu.
5. Obě dominia se stávají členy Britského společenství národů, s právem kdykoli vystoupit.
6. Britský panovník není oprávněn používat titul Indický císař.

## Následující události
Úderem půlnoci na 15. srpna 1947 vznikla nezávislá Indie a Pákistán. Paňdžáb a Bengálsko byly rozděleny Radcliffovou linií mezi oba státy a vypukly zde náboženské masakry, provázené masovým stěhováním obyvatelstva. Severozápadní pohraniční provincie se referendem připojila k Pákistánu, stejně rozhodli i voliči silhatského distriktu Ásámu. Až na tři výjimky (džúnágarhský naváb, haidarábádský nizám a kašmírský maharádža) podepsali vládci všech knížecích států do 15. srpna 1947 akty o přistoupení (Instrument of Accession) k Indii, nebo Pákistánu.
22. října 1947 vtrhly do Kašmíru ozbrojené oddíly Paštunů a postupovaly směrem na Šrínagar. 26. října 1947 podepsal kašmírský maharádža akt přistoupení k Indii a začala nevyhlášená První indicko-pákistánská válka. V únoru 1948 byl k Indii připojen knížecí stát Džúnágarh, v lednu 1950 knížecí stát Hajdarábád.